# Rungury
Rungury (ukr. Рунгури) – wieś na Ukrainie, w obwodzie iwanofrankiwskim, w rejonie kołomyjskim.
Na przełomie grudnia 1937 i stycznia 1938 w Rungurach został poświęcony nowy budynek szkoły.